# Thomas Stothard

Thomas Stothard nach einem Gemälde von George Henry Harlow

Thomas Stothard RA (* 17. August 1755 in London; † 27. April 1834 ebenda) war ein englischer Maler und Kupferstecher.

## Leben und Werk
Stothard war der Sohn eines wohlhabenden Gastwirtes in Long Acre in London. Er war ein empfindsames Kind und wurde im Alter von fünf Jahren zu einem Verwandten nach Yorkshire geschickt. Dort ging er zunächst in Acomb zur Schule, später in Tadcaster und in Ilford (Essex). Er bewies früh zeichnerische Begabung und wurde im Londoner Stadtteil Spitalfields von einem Zeichner für Brokatseide-Muster in die Lehre genommen. In seiner Freizeit versuchte er sich an Illustrationen für die Werke seine Lieblingsdichter. Einige dieser Zeichnungen wurden von Harrison, dem Herausgeber des Novelist’s Magazine, gelobt. Als sein Lehrmeister starb, beschloss Stothard, sich der Kunst zu widmen.
1778 wurde er Schüler an der Royal Academy of Arts. 1792 wurde er Assoziiertes Mitglied und 1794 zu einem vollen Mitglied gewählt. 1812 wurde er zum Bibliothekar ernannt, nachdem er zwei Jahre als Assistent gearbeitet hatte. Unter seinen frühesten Buchillustrationen finden sich Tafeln für Ossian sowie Robert Bells 24-bändiger Ausgabe englischer Dichter. Ab 1780 zeichnete er regelmäßig für das Novelist’s Magazine, insgesamt 148 Illustrationen, darunter elf für Peregrine Pickle sowie etliche anmutige
Motive nach Clarissa und Sir Charles Grandison.
Der befreundete Kupferstecher Thomas Fielding arbeitete ab 1786 nach Vorlagen von Stothard, Angelika Kauffmann und eigenen Entwürfen. Besonders beliebt waren arkadische Szenen, deren Umsetzung mit Kupferfarbstichen in Punktiermanier durch Fielding in ausgezeichneter Qualität gelangen. Die Entwürfe von Stothard wurden höchsten ästhetischen Ansprüchen gerecht.
Er entwarf Tafeln zu Taschenbüchern, Eintrittskarten für Konzerte, Illustrationen für Almanache und Porträts bekannter Schauspieler. Aufgrund seines zarten und besonderen Stils werden seine Stiche heute von Sammlern sehr geschätzt. Unter seinen bedeutenderen Arbeiten finden sich zwei Sammlungen von Illustrationen zu Robinson Crusoe, eine für das New Magazine und eine für die Stockdale’s Edition, außerdem die
Kupferstiche zu The Pilgrim’s Progress (1788), zur Harding’s Edition von Goldsmith’s Vicar of Wakefield (1792), zu The Rape of the Lock (1798), zu den Arbeiten von Solomon Gessner (1802), zu William Cowper’s Poems (1825) und zu Das Dekameron. Auch seine Figurenzeichnung in den erstklassigen Ausgaben von Samuel Rogers Italy (1830) und Poems (1834) beweist, dass er selbst im hohen Alter noch über eine reiche Vorstellungskraft und handwerkliches Geschick verfügte.
Der Kunsthistoriker Ralph Nicholson Wornum schätzt, dass 5000 Entwürfe von Stothard existieren, von ungefähr 3000 dieser Entwürfe wurden Kupferstiche angefertigt. Seine Ölbilder waren gewöhnlich klein. Ihre Farbgebung ist oft kräftig und glühend, angelehnt an die Praxis von Rubens, den Stothard sehr bewunderte. Vintage, vielleicht sein berühmtestes Ölgemälde, hängt in der Londoner Nationalgalerie. Sein bekanntestes Gemälde ist allerdings die Prozession der Canterbury Pilger, das ebenso in der Nationalgalerie hängt und dessen Kupferstich, begonnen von Luigi, fortgeführt von Niccolo Schiavonetti und beendet von James Heath, ausgesprochen beliebt war. Der Auftrag für dieses Bild war Stothard von Robert Hartley Cromek erteilt worden, was einen Streit mit seinem Freund William Blake verursachte. Daraufhin entstand ein Gemeinschaftswerk, Flitch of Bacon („Schinkenspeck“), das für den Kupferstecher in Sepia gezeichnet wurde, aber nie in Farbe ausgeführt wurde.
Zusätzlich zu seinen Staffeleiarbeiten dekorierte Stothard das große Treppenhaus von Burghley House, in der Nähe von Stamford in Lincolnshire, mit den Themen Krieg, Unmäßigkeit und dem Abstieg des Orpheus in die Unterwelt (1799–1803); das Herrenhaus von Hafod in Nord-Wales mit einer Szenenfolge von Jean Froissart und Enguerrand de Monstrelet (1810), die Kuppel der oberen Halle der Advocates’ Library in Edinburgh mit Apollo und den Musen sowie Gesichtern von Dichtern, Rednern etc. (1822). Des Weiteren arbeitete er an Entwürfen für ein Fries und andere Dekorationen für den Buckingham-Palast, diese wurden allerdings aufgrund des Todes von George IV. nicht ausgeführt. Außerdem entwarf er ein prachtvolles Wappenschild, das dem Herzog von Wellington von den Kaufleuten von London geschenkt wurde. Er führte eigenhändig eine Serie von acht Kupferstichen mit den verschiedenen Themen, die das Wappen schmückten, aus. Im Britischen Museum gibt es eine Sammlung von Kupferstichen von Stothards Arbeiten in vier Bänden.
Sein Sohn war der Maler und Antiquar Charles Alfred Stothard.